# Ринальди, Энрика
Энрика Ринальди (итал. Enrica Rinaldi, род. 11 августа 1998, Фаэнца, Эмилия-Романья) — итальянская спортсменка, борец вольного стиля, двукратный призёр чемпионатов Европы 2022 и 2024 годов, серебряный призёр Средиземноморских игр 2022 года.

## Биография
На чемпионате Европы 2022 года, который проходил в Будапеште, в весовой категории до 76 кг итальянская спортсменка завоевала бронзовую медаль. В этом же году стала серебряной призёркой Средиземноморских игр, которые состоялись в Алжире. В финале уступила спортсменке из Турции Ясемин Адар.
В 2024 году на чемпионате Европы, который проходил в Бухаресте, в категории до 76 кг завоевала бронзовую медаль, победив в схватке за третье место спортсменку из Литвы Камилу Гаучайте. Участвовала в квалификационном олимпийском турнире в Баку, но уступила в первом же раунде. На аналогичном турнире в Турции проиграла в четвертьфинале монгольской спортсменке Энх-Амарын Даваанасан.

### Пляжная борьба
Ринальди также выступает на соревнованиях по пляжной борьбе. Завоевала серебряную медаль в весовой категории свыше 70 кг среди женщин на Средиземноморских пляжных играх 2019 года, проходивших в Греции. В 2021 году Ринальди завоевала золотую медаль на турнире Мировой серии по пляжной борьбе, проходившем в Риме.